# Lukov
Lukov este o comună slovacă, aflată în districtul Bardejov din regiunea Prešov. Localitatea se află la altitudinea de 421 m deasupra n.m., se întinde pe o suprafață de 28,59 km2 și în 2017 număra 641 de locuitori. Se învecinează cu Malcov, Gerlachov, Kružlov, Bogliarka, Kríže, Livov, Bardejov, Livovská Huta și Čirč.

## Istoric
Localitatea Lukov este atestată documentar din 1264.

## Demografie
| An:                | 1994 | 2004    | 2014   | 2024   |
| ------------------ | ---- | ------- | ------ | ------ |
| Număr de persoane: | 454  | 576     | 618    | 663    |
| Diferență:         |      | +26,87% | +7,29% | +7,28% |

| An:                | 2023 | 2024   |
| ------------------ | ---- | ------ |
| Număr de persoane: | 649  | 663    |
| Diferență:         |      | +2,15% |